# Слободка-Гуменецкая
Слободка-Гуменецкая (укр. Слобідка-Гуменецька) — село в Каменец-Подольском районе Хмельницкой области Украины.
Население по переписи 2001 года составляло 825 человек. Почтовый индекс — 32327. Телефонный код — 3849. Занимает площадь 0,788 км². Код КОАТУУ — 6821883304.

## Местный совет
32325, Хмельницкая обл., Каменец-Подольский р-н, с. Гуменцы